# Zagrania psychologiczne w brydżu
Zagrania psychologiczne – element brydża, istnieją odzywki i zagrania psychologiczne, zarówno obronne jak i rozgrywającego.
Przykładowe zagrania psychologiczne:
- w licytacji:
  - blef
  - fałszywy cue-bid
- na wiście:
  - fałszywe zrzutki
  - przepuszczenie
- w rozgrywce:
  - manewr z Bath
  - pozorowanie siły bądź słabości przez ujawnianie odpowiednich kart
  - utrudnianie odczytywania zrzutek obrońcom poprzez dodawanie odpowiednich kart z zakrytej ręki